# Англо-ганзейская война
Англо-ганзейская война (нем. Hansisch-Englischer Krieg) — война 1470—1474 годов между Англией и Ганзейским союзом, возглавляемым городами Данциг и Любек. Одной из причин, вызвавших войну, было усиление английского давления на торговлю ганзейских городов на южном побережьяе Балтийского моря.

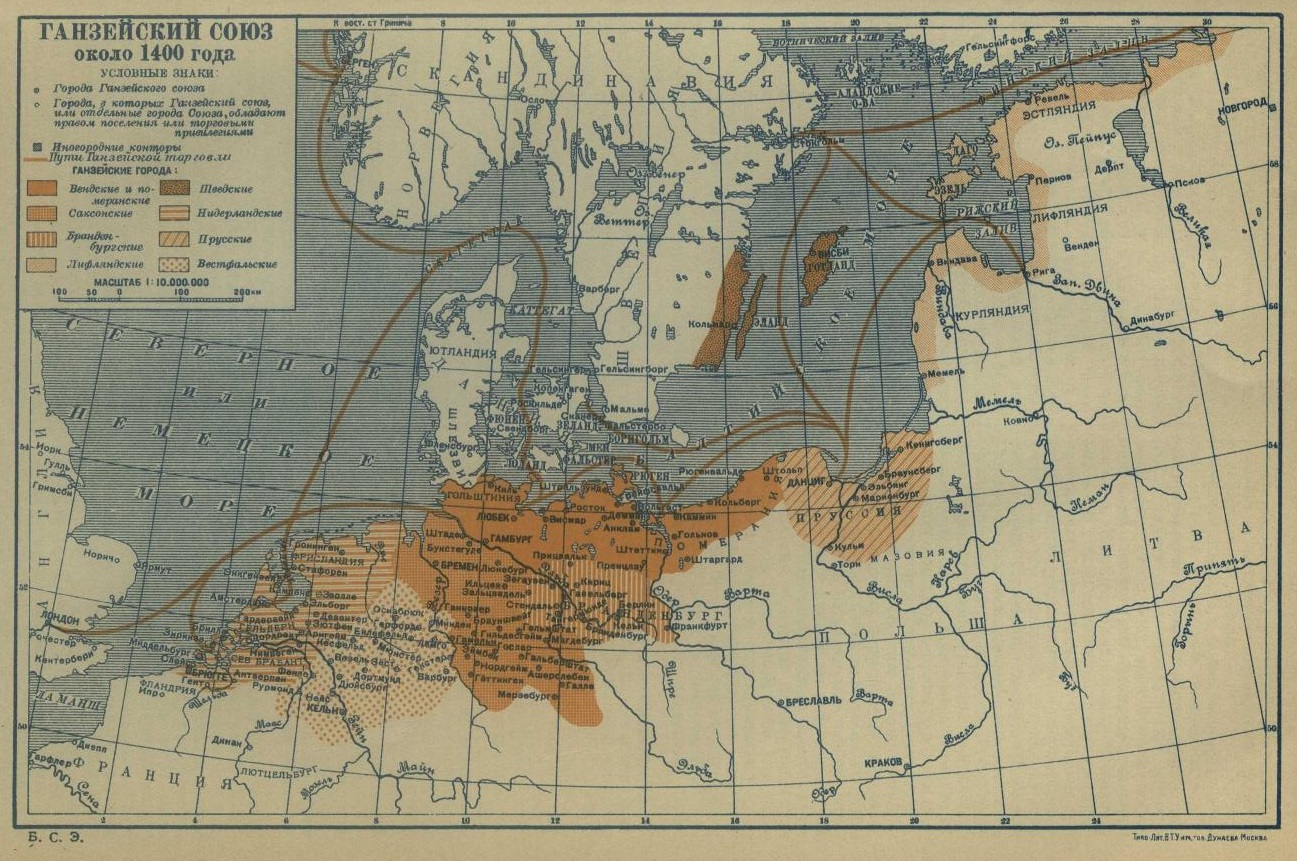
Ганзейский союз около 1400 г.

## Предыстория
В 15 веке английские купцы соперничали с Ганзейским союзом за контроль над торговлей шерстью и тканями в Англии и с балтийскими городами. В 1458 году английские каперы снова начали выступать против ганзейского судоходства. Мирные переговоры в Гамбурге в 1465 году провалились, в частности, из-за того, что английский король Генрих VI отказался выплатить компенсацию, а ганзейские города разошлись во мнениях относительно своей линии переговоров. Напряженность усилилась, когда в 1468 году данцигские каперы, зафрахтованные датской короной, захватили несколько английских торговых судов, проходивших через пролив Зунд. Король Эдуард IV, в свою очередь, конфисковал торговую базу Стальной двор (Hanseatic Steelyard) в Лондоне и конфисковал ее в следующем году. Представители ганзейских городов встретились в Любеке и решили начать войну. Импорт английской шерсти был запрещен, а каперам было приказано совершать набеги на английские морские линии.

## Ход войны
Основную тяжесть войны нес Данциг и, в меньшей степени, Любек, поддерживаемые городами Гамбург и Бремен. Война велась главным образом силами каперов в Северном море и Английском канале. Одним из наиболее успешных боевых кораблей был «Пётр из Данцига» под командованием капитана Пауля Бенеке. Город Кёльн выступил против войны и был за это временно исключён из Ганзы. 

## Результаты
Война окончилась Утрехтским соглашением в 1474 году, по которому Ганзейскому союзу гарантировалось право собственности на Стальной двор в Лондоне.